# 野邊地えりざ
野邊地えりざ（のへじ えりざ、1947年〈昭和22年〉11月3日 - ）は、東京都新宿区出身の著述家。野辺地えりざと表記されることもある。外交官の野辺地尚義の玄孫。

## 経歴
生後33日目に四ッ谷の聖イグナチオ教会（カトリック麹町教会）で洗礼を受けた。洗礼名はエリザベット。1881年（明治14年）に紅葉館を創設した野辺地尚義は高祖父である。
1970年（昭和45年）3月に慶應義塾大学文学部を卒業した。1973年（昭和48年」には東京こども教育センター千歳台ナーサリーを自宅に開設した。1984年（昭和59年）から仙川チャイルドファクトリーにてアートクラスを主宰している。
1993年（平成5年）から1995年（平成7年）までは夫の仕事でオランダのアムステルダムに居住し、アムステルダム市民大学にてオランダ語を、ブリティッシュ・イングリッシュ・ランゲージセンターにて英語を学んだ。1997年（平成9年）から1999年（平成12年）にかけて成城インターナショナル・ウィメンズ・クラブの会長を務めた。
2000年（平成12年）に日蘭協会に入会した。2001年（平成13年）には東京・表参道のシナリオ・センターを卒業した。2009年（平成21年）には日英協会に入会した。2011年（平成23年）には日本スペイン協会に入会した。 2013年（平成25年）10月19日、日本スペイン協会で日本スペイン交流400年の記念講演「マルベーリャで見た“この国のかたちと未来を拓く潜在力”」を行った。
2018年（平成30年）には桜出版から野辺地尚義の伝記である『紅葉館館主 野邊地尚義の生涯 〜明治の民間外交 陰の立役者〜』を出版した。

## 著書
- 野邊地えりざ『紅葉館館主 野邊地尚義の生涯 〜明治の民間外交 陰の立役者〜』桜出版、2018年